# Сезар Апаресідо Родрігес
Сезар Родрігес (порт. César Aparecido Rodrigues, нар. 24 жовтня 1974, Сан-Паулу) — бразильський футболіст, що грав на позиції захисника, півзахисника. По завершенні ігрової кар'єри — тренер. З 2021 року входить до тренерського штабу клубу «Атлетіко ».
Виступав, зокрема, за клуб «Лаціо», а також національну збірну Бразилії.
Дворазовий володар Кубка Італії. Дворазовий чемпіон Італії.

## Клубна кар'єра
Народився 24 жовтня 1974 року в місті Сан-Паулу. Вихованець футбольної школи клубу «Жувентус Сан-Паулу». Дорослу футбольну кар'єру розпочав 1994 року в основній команді того ж клубу, в якій провів чотири сезони, взявши участь у 78 матчах чемпіонату. 
Згодом з 1998 по 2001 рік грав у складі команд «Сан-Каетану», «Уніон Барбаренсе» та «Сан-Каетану».
Своєю грою за останню команду привернув увагу представників тренерського штабу клубу «Лаціо», до складу якого приєднався 2001 року. Відіграв за «біло-блакитних» наступні п'ять сезонів своєї ігрової кар'єри. За цей час виборов титул володаря Кубка Італії.
Протягом 2006—2009 років захищав кольори клубів «Інтернаціонале», «Корінтіанс», «Ліворно», «Інтернаціонале» та «Болонья». Протягом цих років додав до переліку своїх трофеїв титул чемпіона Італії.
Завершив ігрову кар'єру у команді «Пешина», за яку виступав протягом 2009—2010 років.

## Виступи за збірну
У 2001 році дебютував в офіційних матчах у складі національної збірної Бразилії.
Загалом протягом кар'єри в національній команді, яка тривала 1 рік, провів у її формі 2 матчі.

## Кар'єра тренера
Розпочав тренерську кар'єру невдовзі по завершенні кар'єри гравця, 2011 року, увійшовши до тренерського штабу клубу «Лаціо», де пропрацював з 2011 по 2012 рік.
В подальшому входив до тренерських штабів клубів «Фрозіноне», «Самагор Латіна» та «Атлетіко».
З 2021 року входить до тренерського штабу клубу «Атлетіко 2000».
| Дата      | Місто     | Господарі | Результат | Гості    | Турнір            | Голи | Примітки |
| --------- | --------- | --------- | --------- | -------- | ----------------- | ---- | -------- |
| 28-3-2001 | Кіто      | Еквадор   | 1 – 0     | Бразилія | Відбір до ЧС 2002 | -    |          |
| 25-4-2001 | Сан-Паулу | Бразилія  | 1 – 1     | Перу     | Відбір до ЧС 2002 | -    |          |
| Усього    |           | Матчів    | 2         |          | Голів             | 0    |          |

## Титули і досягнення
- Володар Кубка Італії (2):

«Лаціо»: 2003-2004
«Інтернаціонале»: 2005-2006
- Чемпіон Італії (2):

«Інтернаціонале»: 2005-2006, 2007-2008